# Semiothisa vandervoördeni
Semiothisa vandervoördeni là một loài bướm đêm trong họ Geometridae.